# Profan
Profan (im 16. Jahrhundert gebildet aus lateinisch profanus: „ungeheiligt, gemein, ruchlos“, eigentlich: „sich vor dem Heiligtum befindend“, aus lateinisch fanum, „heiliger Ort“ und pro-, „vor-“) bezeichnet die Eigenschaft von Objekten oder Handlungen, nicht im Zusammenhang mit einem Kult zu stehen, keine rituelle oder religiöse Bedeutung zu tragen resp. nicht heilig (sakral) zu sein. Profanen Gegenständen werden keine magischen Eigenschaften und Wirkungen zugesprochen.
Das Profane ist von diesseitiger, „weltlicher“ (säkularer) Natur; als Gegenbegriff gilt das Sakrale. So wird in der Architektur nach der Nutzung zwischen Profanbauten und Sakralbauten unterschieden. Die Umwandlung eines Sakralbaus in einen Profanbau bezeichnet man als Profanierung.
In der heutigen Alltagssprache wird profan auch als ein Synonym für „alltäglich“ verwendet. Das Profane hat keine herausragende Bedeutung und stellt den einfachen Normalfall dar. Häufig wird profan auch abwertend als Synonym für ordinär, banal oder trivial verwendet.